# Covered in Guns
Covered in Guns è un album di cover degli L.A. Guns, pubblicato il 23 febbraio 2010 per l'etichetta discografica Deadline Music.

## Tracce
1. Pour Some Sugar on Me (Clark, Elliott, Savage) 4:23 (Def Leppard Cover)
2. Rock & Roll All Night (Simmons, Stanley) 3:36 (Kiss Cover)
3. Crazy Bitch (Nelson, Todd) 3:23 (Buckcherry Cover)
4. Don't Fear the Reaper (Roeser) 4:50 (Blue Öyster Cult Cover)
5. Check My Brain (Duvall) 3:41 (Alice in Chains Cover)
6. Cry Little Sister (McMann, Mainieri) 4:05 (Gerald McMann Cover) [colonna sonora di Ragazzi perduti]
7. Just Between You and Me (Goodwyn) 4:04 (April Wine Cover)
8. Rock'n Me (Miller) 3:35 (Steve Miller Band Cover)
9. Break My Stride (Prestopino, Wilder) 3:06 (Matthew Wilder Cover)
10. Let It Rock (Rudolf) 3:29 (Kevin Rudolf Cover)
11. Let There Be Rock (Scott, Young) 5:13 (AC/DC Cover)
12. I Love Rock N' Roll (Merrill, Hooker) 2:54 (The Arrows Cover)
13. Little St. Nick (Wilson) 2:08 (Beach Boys Cover)

## Formazione
- Phil Lewis - voce
- Stacey Blades - chitarra
- Adam Hamilton - basso, tastiere
- Steve Riley - batteria